# Исакова, Людмила Ивановна
Людмила Ивановна Исакова (род. 5 апреля 1945 года) — актриса театра и кино, Заслуженная артистка России (1997).

## Биография
Закончила ГИТИС им. А. В. Луначарского в 1968 году. Служила в театрах Петрозаводска, Волгограда, Астрахани, Петропавлоска-Камчатского. В Ивановском драматическом театре служит с 1973 года.
В 2003 году удостоена премии им. Л. В. Раскатова за роль Мадам Карлье в спектакле «Французский блеф, или Дама под диваном» К.Манье. Автор и ведущая программы «104 страницы про театр» на Ивановском телевидении.
Первая официальная жена известного советского и российского актера Игоря Старыгина (1946—2009).

## Творчество
Роли, сыгранные на сцене Ивановского драматического театра:
- «Власть тьмы» Л. Н. Толстого — Анисья
- «Чайка» А. П. Чехова — Аркадина
- «Татуированная роза»" Теннесси Уильямса — Серафина
- «Филумена Мартурано» Эдуардо де Филиппо — Филумена
- «Идиот» Ф. М. Достоевского — Настасья Филипповна
- «Ретро» Александра Галина — Песочинская
- «Кто боится Вирджинии Вульф» Эдварда Олби — Марта
- «Волки и овцы» А. Н. Островского — Мурзавецкая
- «Смешанные чувства» Р.Баэра — Кристина
- «Валентинов день» Ивана Вырыпаева — Катерина
- «Приключения Буратино» А. Н. Толстого — Черепаха Тортила
- «Прибайкальская кадриль» Владимира Гуркина — Лида